# Wayne Denis Hall
Wayne Denis Hall AM (* 24. Februar 1951 in Sydney) ist Gründungsprofessor und Direktor des Zentrums für Jugend-Substanzmissbrauchsforschung an der University of Queensland. Er war zuvor NHMRC Australia Fellow am University of Queensland Centre for Clinical Research (2010–2013), Professor für Public Health Policy in der School of Population Health (2005–2010) und Direktor des Office of Public Policy and Ethics am Institute for Molecular Biosciences (2001–2005), an der University of Queensland. Er hat viel über ethische und politische Fragen im Zusammenhang mit Cannabis, der Genetik und Neurobiologie von Sucht, psychischen Störungen und Krebs geschrieben.

## Leben
Wayne Hall erlangte den Bachelor of Science und den Ph.D. an der University of New South Wales. Seine Doktorarbeit thematisierte psychologische Prozesse in der Schmerzwahrnehmung (Psychological processes in pain perception, 1977). Seit 1993 hat er als Expertenberater der Weltgesundheitsorganisation einen großen Beitrag auf dem Gebiet der öffentlichen Gesundheit in den Bereichen Drogenkonsum, Sucht, Behandlung, Ethik und Forschung geleistet. Als ein vom Institute for Scientific Analysis identifizierter „Highly Cited Author“ widmet er sich der Public-Health-Forschung mit anderen Autoren wie Jayne Lucke, Louisa Degenhardt, Simon Chapman und  Coral Gartner. Wayne Hall war von 1994 bis 2001 Direktor des National Drug and Alcohol Research Centre an der University of New South Wales. Wayne Hall arbeitet als NHMRC Australia Fellow zum Thema Sucht-Neuroethik und seine Forschung umfassen Alkohol- und Drogenforschung und -aufklärung, Krebsprävention, Epidemiologie, Gesundheitspolitik, psychische Gesundheit, Pharmakoökonomie und -politik sowie Tabakkontrolle. 
Hall wurde 2015 zum Fellow der Australian Academy of Health and Medical Sciences (FAHMS) gewählt. Er ist auch ein Fellow der Akademie der Sozialwissenschaften in Australien. 2000 wurde er für seine Verdienste um die Gesundheit der Bevölkerung durch die Förderung des Wissens im Bereich Drogenmissbrauch und Rehabilitation sowie für die Entwicklung von Strategien zur Drogenpolitik auf nationaler und internationaler Ebene zum Member des Order of Australia ernannt.